# Karl Federlin
Karl Wilhelm Christian Federlin (auch: Carl; * 27. Januar 1854 in Ulm; † 1. Februar 1939 ebenda) war ein deutscher Bildhauer des Historismus, der in seinem Schaffen eine Stilentwicklung vom neugotischen Nazarenertum über klassizistische Anklänge und Neobarock hin zu einem sich immer mehr verhärtenden Monumentalstil vollzog. Ein wesentlicher Teil seines Werks ist mit dem Ulmer Münster verbunden, für das er 45 überlebensgroße Sandstein-Skulpturen schuf.

## Leben und Werk
Ab 1860 besuchte er die Elementarschule in Ulm als Vorbereitung zur Realschule. Nach einer Lehre zum Bildhauer in Stuttgart wanderte er als Geselle nach Wien. Seinen Militärdienst leistete er im württembergischen Infanterieregiment 124 ab. In Ulm arbeitete er zunächst in der Münsterbauhütte. 1879 immatrikulierte sich Federlin an der Akademie der bildenden Künste München und studierte mit der finanziellen Unterstützung der Zentralstelle für Gewerbe und Handel in Stuttgart und des Ulmer Münsterbauamts. Ab 1880 erhielt Federlin erste Aufträge für Modelle, dann für die Ausführung von großen Steinskulpturen an den Chortürmen des Ulmer Münsters. Diese Arbeiten zogen sich bis 1894 hin.
1883 errichtete Federlin ein – bereits drei Jahre später erweitertes – Atelier und eröffnete ein Bildhauer- und Steinmetzgeschäft. Ab den 1890er Jahren entstanden wiederum in einem jahrelangen Prozess Apostel- und Prophetenstatuen für die Pfeiler im Mittelschiff des Ulmer Münsters sowie ein weiterer Figurenzyklus von für die Stadt Ulm oder die evangelische Kirche bedeutenden Persönlichkeiten zu den Seitenschiffen hin. 
Daneben schuf Federlin zahlreiche Grabmäler und Porträtbüsten von Industriellen, Politikern und auch von Mitgliedern des württembergischen Königshauses. Mit den Figurengruppen am Hauptportal des neuen Justizgebäudes in Ulm (die Göttin Themis als schützende und Dike als strafende Gerechtigkeit) erreichte Federlin den Höhepunkt seines künstlerischen Schaffens. 
Mit einem Patent König Wilhelms II. von Württemberg vom 25. Februar 1903 wurde Federlin zum Hofbildhauer ernannt. Bald ließ allerdings seine Schaffenskraft nach: 1912 wurde seine letzte Skulptur im Innenraum des Ulmer Münsters aufgestellt, wobei das von Seiten der Kirche bereits 1877 formulierte ikonografische Programm noch nicht vollständig umgesetzt war. Das Denkmal für die in der Kriegsgefangenschaft verstorbenen russischen Soldaten auf dem Ulmer Friedhof war sein letztes Werk im öffentlichen Raum.
Federlin hatte nach Ende des Ersten Weltkriegs mit zunehmenden finanziellen Schwierigkeiten zu kämpfen. Der einstige Hofbildhauer lebte schließlich im mittlerweile baufälligen Atelier und starb fast schon vergessen nur wenige Tage nach seinem 85. Geburtstag. Seine Urne wurde auf dem Ulmer Friedhof unweit seiner Statue des Segnenden Christus aus weißem Marmor beigesetzt; das Grab 1970 eingeebnet.